# 1 000 kilomètres de Monza 1987
Navigation
Édition précédente Édition suivante
Les 1 000 kilomètres de Monza 1987 (officiellement appelé le Trofeo Filippo Caracciolo), disputées le 12 avril 1987 sur le Circuit de Monza ont été la troisième manche du Championnat du monde des voitures de sport 1987.

## La course

### Classement de la course
Voici le classement officiel au terme de la course,,,.
- Les premiers de chaque catégorie du championnat du monde sont signalés par un fond jaune.
- Pour la colonne Pneus, il faut passer le curseur au-dessus du modèle pour connaître le manufacturier de pneumatiques.
- Les voitures ne réussissant pas à parcourir 75% de la distance du gagnant sont non classées (NC).

| Pos  | Classe | no  | Écurie                      | Pilotes                                            | Châssis                            | Pneus | Tours | Temps                    |
| Pos  | Classe | no  | Écurie                      | Pilotes                                            | Moteur                             | Pneus | Tours | Temps                    |
| ---- | ------ | --- | --------------------------- | -------------------------------------------------- | ---------------------------------- | ----- | ----- | ------------------------ |
| 1    | C1     | 5   | Silk Cut Jaguar             | Jan Lammers John Watson                            | Jaguar XJR-8                       | D     | 173   | 5 h 03 min 55 s 370      |
| 1    | C1     | 5   | Silk Cut Jaguar             | Jan Lammers John Watson                            | Jaguar 7.0L V12 Atmo               | D     | 173   | 5 h 03 min 55 s 370      |
| 2    | C1     | 17  | Rothmans Porsche            | Hans-Joachim Stuck Derek Bell                      | Porsche 962C                       | D     | 171   | + 2 tours                |
| 2    | C1     | 17  | Rothmans Porsche            | Hans-Joachim Stuck Derek Bell                      | Porsche Type-935 3.0L Flat-6 Turbo | D     | 171   | + 2 tours                |
| 3    | C1     | 3   | Brun Motorsport             | Jesús Pareja Oscar Larrauri Frank Jelinski         | Porsche 962C                       | M     | 168   | + 5 tours                |
| 3    | C1     | 3   | Brun Motorsport             | Jesús Pareja Oscar Larrauri Frank Jelinski         | Porsche Type-935 2.8L Flat-6 Turbo | M     | 168   | + 5 tours                |
| 4    | C1     | 8   | Joest Racing                | "John Winter" Klaus Ludwig Stanley Dickens         | Porsche 962C                       | G     | 167   | + 6 tours                |
| 4    | C1     | 8   | Joest Racing                | "John Winter" Klaus Ludwig Stanley Dickens         | Porsche Type-935 2.8L Flat-6 Turbo | G     | 167   | + 6 tours                |
| 5    | C1     | 2   | Brun Motorsport             | Massimo Sigala Gianfranco Brancatelli              | Porsche 962C                       | M     | 165   | + 8 tours                |
| 5    | C1     | 2   | Brun Motorsport             | Massimo Sigala Gianfranco Brancatelli              | Porsche Type-935 2.8L Flat-6 Turbo | M     | 165   | + 8 tours                |
| 6    | C1     | 18  | Rothmans Porsche            | Jochen Mass Bob Wollek                             | Porsche 962C                       | D     | 159   | + 14 tours               |
| 6    | C1     | 18  | Rothmans Porsche            | Jochen Mass Bob Wollek                             | Porsche Type-935 3.0L Flat-6 Turbo | D     | 159   | + 14 tours               |
| 7    | C2     | 111 | Spice Engineering           | Gordon Spice Fermín Vélez                          | Spice SE86C                        | A     | 156   | + 17 tours               |
| 7    | C2     | 111 | Spice Engineering           | Gordon Spice Fermín Vélez                          | Ford Cosworth DFL 3.3L V8 Atmo     | A     | 156   | + 17 tours               |
| 8    | C2     | 101 | Ecurie Ecosse               | David Leslie Ray Mallock                           | Ecosse C286                        | A     | 156   | + 17 tours               |
| 8    | C2     | 101 | Ecurie Ecosse               | David Leslie Ray Mallock                           | Ford Cosworth DFL 3.3L V8 Atmo     | A     | 156   | + 17 tours               |
| 9    | C1     | 13  | Primagaz Competition        | Joël Gouhier Hervé Regout                          | Cougar C20                         | M     | 142   | + 31 tours               |
| 9    | C1     | 13  | Primagaz Competition        | Joël Gouhier Hervé Regout                          | Porsche Type-935 2.6L Flat-6 Turbo | M     | 142   | + 31 tours               |
| 10   | C2     | 104 | URD Junior Team             | Rudi Seher Hellmut Mundas Deiter Heinzelmann       | URD C81/2                          | A     | 142   | + 31 tours               |
| 10   | C2     | 104 | URD Junior Team             | Rudi Seher Hellmut Mundas Deiter Heinzelmann       | BMW M88 3.5L I6 Atmo               | A     | 142   | + 31 tours               |
| 11   | C2     | 117 | Team Lucky Strike Schanche  | Martin Schanche Will Hoy                           | Argo JM19B                         | A     | 138   | + 35 tours               |
| 11   | C2     | 117 | Team Lucky Strike Schanche  | Martin Schanche Will Hoy                           | Zakspeed 1.9L I4 Turbo             | A     | 138   | + 35 tours               |
| NC   | C2     | 116 | Technoracing                | Luigi Taverna Oscar Berselli Pasquale Barberio     | Alba AR3                           | A     | 107   | + 56 tours               |
| NC   | C2     | 116 | Technoracing                | Luigi Taverna Oscar Berselli Pasquale Barberio     | Ford Cosworth DFL 3.3L V8 Atmo     | A     | 107   | + 56 tours               |
| Abd. | C1     | 4   | Silk Cut Jaguar             | John Nielsen Raul Boesel                           | Jaguar XJR-8                       | D     | 167   | Sortie de piste          |
| Abd. | C1     | 4   | Silk Cut Jaguar             | John Nielsen Raul Boesel                           | Jaguar 7.0L V12 Atmo               | D     | 167   | Sortie de piste          |
| Abd. | C2     | 106 | Kelmar Racing               | Ranieri Randaccio Maurizio Gellini Vito Veninata   | Tiga GC85 (en)                     | A     | 131   | Abandon                  |
| Abd. | C2     | 106 | Kelmar Racing               | Ranieri Randaccio Maurizio Gellini Vito Veninata   | Ford Cosworth DFL 3.3L V8 Atmo     | A     | 131   | Abandon                  |
| Abd. | C2     | 130 | Alba Carma                  | Martino Finotto Pietro Silvo Ruggero Melgrati (pl) | Alba AR3                           | ?     | 123   | Pompe à huile            |
| Abd. | C2     | 130 | Alba Carma                  | Martino Finotto Pietro Silvo Ruggero Melgrati (pl) | Carma FF 1.9L I4 Turbo             | ?     | 123   | Pompe à huile            |
| Abd. | C1     | 7   | Joest Racing                | Klaus Ludwig Piercarlo Ghinzani                    | Porsche 962C                       | G     | 88    | Surchauffe               |
| Abd. | C1     | 7   | Joest Racing                | Klaus Ludwig Piercarlo Ghinzani                    | Porsche Type-935 2.8L Flat-6 Turbo | G     | 88    | Surchauffe               |
| Abd. | C2     | 190 | Roy Baker Racing            | Val Musetti (en) Rudi Thomann                      | Tiga GC286                         | A     | 79    | Boite de vitesses        |
| Abd. | C2     | 190 | Roy Baker Racing            | Val Musetti (en) Rudi Thomann                      | Ford Cosworth DFL 3.3L V8 Atmo     | A     | 79    | Boite de vitesses        |
| Abd. | C2     | 123 | Charles Ivey Racing         | Dudley Wood Mark Newby                             | Tiga GC287                         | A     | 67    | Moteur                   |
| Abd. | C2     | 123 | Charles Ivey Racing         | Dudley Wood Mark Newby                             | Porsche Type-935 2.6L Flat-6 Turbo | A     | 67    | Moteur                   |
| Abd. | C1     | 15  | Britten – Lloyd Racing      | Mauro Baldi Bruno Giacomelli                       | Porsche 962C GTi                   | G     | 65    | Aileron arrière cassé    |
| Abd. | C1     | 15  | Britten – Lloyd Racing      | Mauro Baldi Bruno Giacomelli                       | Porsche Type-935 2.8L Flat-6 Turbo | G     | 65    | Aileron arrière cassé    |
| Abd. | C2     | 127 | Chamberlain Engineering     | Nick Adams Graham Duxbury (en) Costas Los          | Spice SE86C                        | A     | 33    | Turbo                    |
| Abd. | C2     | 127 | Chamberlain Engineering     | Nick Adams Graham Duxbury (en) Costas Los          | Hart 418T 1.8L I4 Turbo            | A     | 33    | Turbo                    |
| Abd. | C2     | 177 | Automobiles Louis Descartes | Jacques Heuclin Dominique Lacaud Gérard Tremblay   | ALD C2                             | A     | 30    | Joint de culasse         |
| Abd. | C2     | 177 | Automobiles Louis Descartes | Jacques Heuclin Dominique Lacaud Gérard Tremblay   | BMW M88 3.5L I6 Atmo               | A     | 30    | Joint de culasse         |
| Abd. | C2     | 114 | Team Tiga Ford Denmark      | Thorkild Thyrring Leif Lindström                   | Tiga GC287                         | A     | 19    | Problèmes électriques    |
| Abd. | C2     | 114 | Team Tiga Ford Denmark      | Thorkild Thyrring Leif Lindström                   | Ford Cosworth BDT-E 2.1L I4 Turbo  | A     | 19    | Problèmes électriques    |
| Abd. | C1     | 1   | Brun Motorsport             | Walter Brun Oscar Larrauri                         | Porsche 962C                       | M     | 15    | Collecteur d'échappement |
| Abd. | C1     | 1   | Brun Motorsport             | Walter Brun Oscar Larrauri                         | Porsche Type-935 2.8L Flat-6 Turbo | M     | 15    | Collecteur d'échappement |
| Abd. | C2     | 181 | Dune Motorsport             | Duncan Bain Neil Crang                             | Tiga GC287                         | A     | 0     | Courroie de distribution |
| Abd. | C2     | 181 | Dune Motorsport             | Duncan Bain Neil Crang                             | Rover V64V 3.0L V6 Atmo            | A     | 0     | Courroie de distribution |

## Pole position et record du tour
- Pole position :  Hans-Joachim Stuck (#17 Porsche AG) en 1 min 32 s 170
- Meilleur tour en course :  Jan Lammers (#5 Silk Cut Jaguar) en 1 min 37 s 160

## À noter
- Longueur du circuit : 5,800 km
- Distance parcourue par les vainqueurs : 1 003,400 km